# بارسوک رکوردز
بارسوک رکوردز (انگلیسی: Barsuk Records) شرکت نشر موسیقی آمریکایی است، که در سال ۱۹۹۸ تأسیس شد.